# John Cornwell (cầu thủ bóng đá)
John Anthony Cornwell (sinh ngày 13 tháng 10 năm 1964) là một tiền vệ và hậu vệ người Anh từng thi đấu ở Football League, đáng chú ý là cho Leyton Orient và Southend United.

## Sự nghiệp thi đấu
| Câu lạc bộ              | Mùa giải            | Giải đấu            | Giải đấu | Giải đấu | Cúp FA | Cúp FA | League Cup | League Cup | Khác | Khác | Tổng | Tổng |
| Câu lạc bộ              | Mùa giải            | Hạng đấu            | Trận     | Bàn      | Trận   | Bàn    | Trận       | Bàn        | Trận | Bàn  | Trận | Bàn  |
| ----------------------- | ------------------- | ------------------- | -------- | -------- | ------ | ------ | ---------- | ---------- | ---- | ---- | ---- | ---- |
| Newcastle United        | 1987–88             | First Division      | 24       | 1        | 1      | 0      | 2          | 0          | 2    | 0    | 29   | 1    |
| Newcastle United        | 1988–89             | First Division      | 9        | 0        | 0      | 0      | 1          | 0          | 3    | 0    | 13   | 0    |
| Newcastle United        | Tổng                | Tổng                | 33       | 1        | 1      | 0      | 3          | 0          | 5    | 0    | 42   | 1    |
| Swindon Town            | 1988–89             | Second Division     | 6        | 0        | 4      | 0      | —          | —          | —    | —    | 10   | 0    |
| Swindon Town            | 1989–90             | Second Division     | 19       | 0        | 0      | 0      | 5          | 0          | 1    | 0    | 25   | 0    |
| Swindon Town            | Tổng                | Tổng                | 25       | 0        | 4      | 0      | 5          | 0          | 1    | 0    | 35   | 0    |
| Southend United         | Tổng                | Tổng                | 101      | 5        | 5      | 0      | 6          | 0          | 5    | 0    | 117  | 5    |
| Brentford (mượn)        | 1993–94             | Second Division     | 4        | 0        | —      | —      | —          | —          | —    | —    | 4    | 0    |
| Northampton Town (mượn) | 1993–94             | Third Division      | 13       | 1        | —      | —      | —          | —          | —    | —    | 13   | 1    |
| Tổng cộng sự nghiệp     | Tổng cộng sự nghiệp | Tổng cộng sự nghiệp | 176      | 7        | 10     | 0      | 14         | 0          | 11   | 0    | 208  | 7    |

1. 1 2  Appearances ở Full Members' Cup.
2. ↑  2 lần ra sân ở Football League Centenary Trophy, 1 appearance ở Full Members' Cup.